# Piața Regina Astrid
Piața Regina Astrid (în neerlandeză Koningin Astridplein, denumită în mod obișnuit Astridplein) este o piață situată în centrul orașului belgian Antwerpen. Ea este limitrofă printre altele bulevardului De Keyser și străzii Carnot și adăpostește Gara Antwerpen-Centraal. Administratorul pieței este operatorul feroviar NMBS/SNCB.
Piața a fost denumită în onoarea Reginei Astrid.

## Istorie

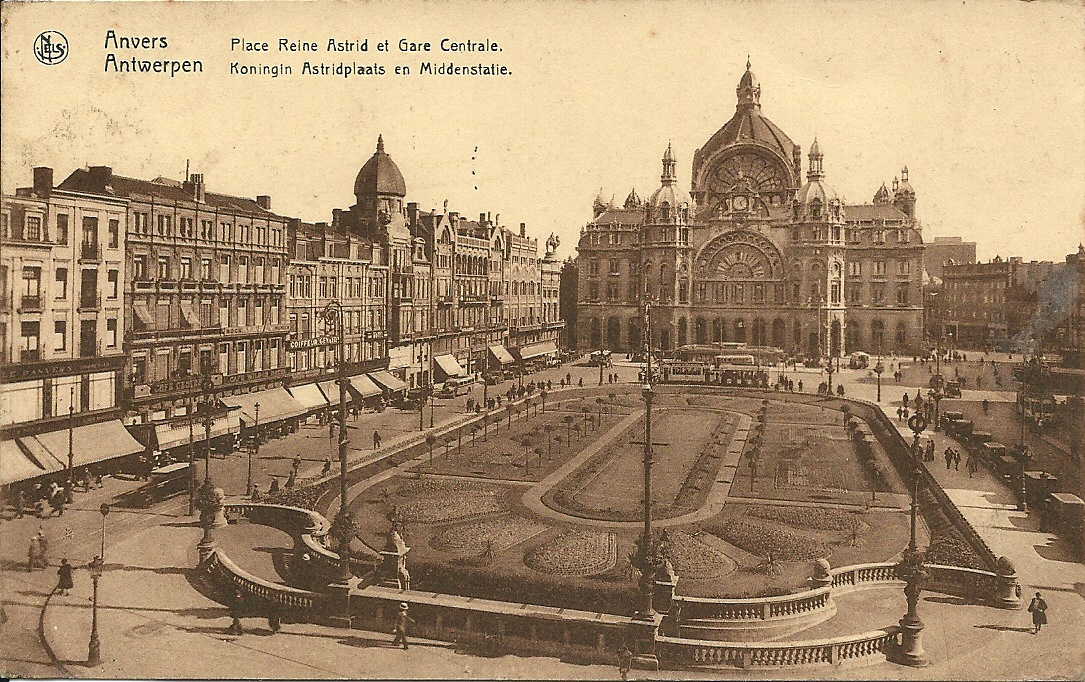
Piața Regina Astrid și gara centrală pe o carte poștală datând dinainte de 1936.

La origine, piața era un loc în care pasagerii trenurilor și vizitatorii puteau să se plimbe de-a lungul grădinii zoologice și a numeroaselor magazine și săli de festivități. În mijlocul pieței se găsea o grădină amenajată în stil francez.
Piața a fost complet reconstruită în timpul lucrărilor la joncțiunea nord-sud, între 1998 și 2007, care a avut drept scop realizarea unui tunel feroviar pe sub centrul orașului care să permită o legătură directă cu Țările de Jos fără a mai fi nevoie de ocolirea pe calea ferată de centură. Soluția aleasă pentru reamenajarea pieței a fost controversată, din cauza unor accidente grave de tramvai petrecute în zonă în cursul anilor 2006 și 2007.
Sub piața Regina Astrid a fost realizată în timpul reconstrucției o parcare spațioasă pentru automobile și una pentru biciclete. Incinta subterană asigură și conexiuni între stațiile de premetrou Astrid și Diamant, precum și cu Gara Antwerpen-Centraal.

## Puncte de interes
În apropierea Pieței Regina Astrid se găsesc printre altele:
- Gara Antwerpen-Centraal;
- Grădina zoologică;
- Aquatopia;
- Sala Regina Elisabeth.

În jurul pieței se află mai multe hoteluri. Cel mai notabil este noul hotel Radisson Blu Astrid, care are o arhitectură deosebită.

## Galerie de imagini

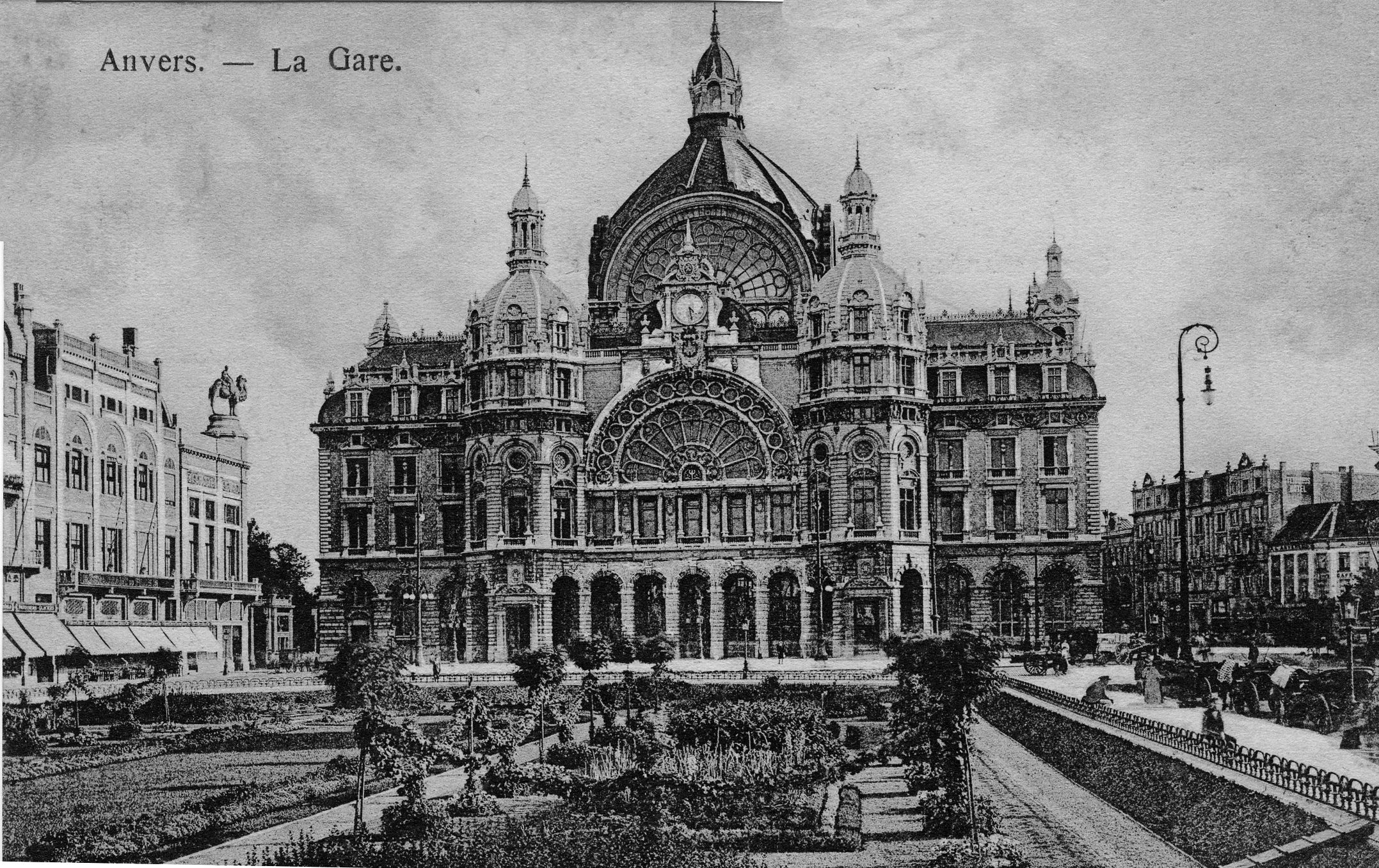
Gara Antwerpen-Centraal în 1911, cu grădina în stil francez din mijlocul Pieței Regina Astrid.
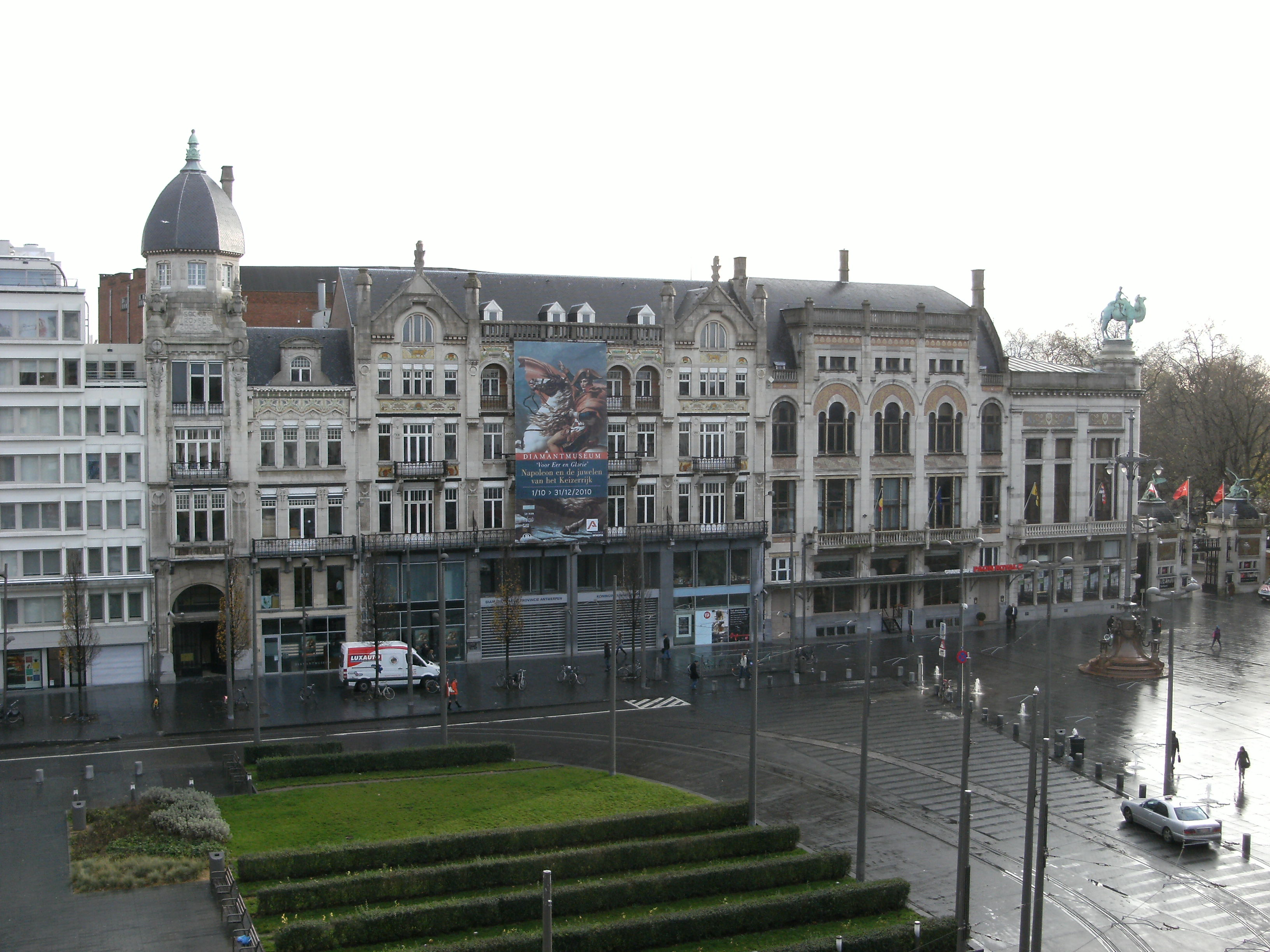
Vedere a Pieței Regina Astrid având în dreapta intrarea în grădina zoologică.
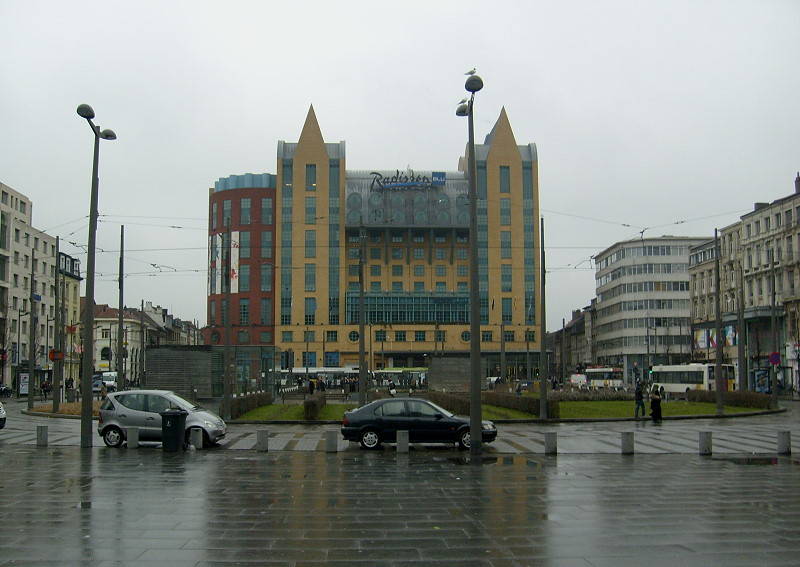
Piața Regina Astrid după renovarea locului în 2010, cu hotelul Radisson Blu Astrid situat în fața gării centrale.
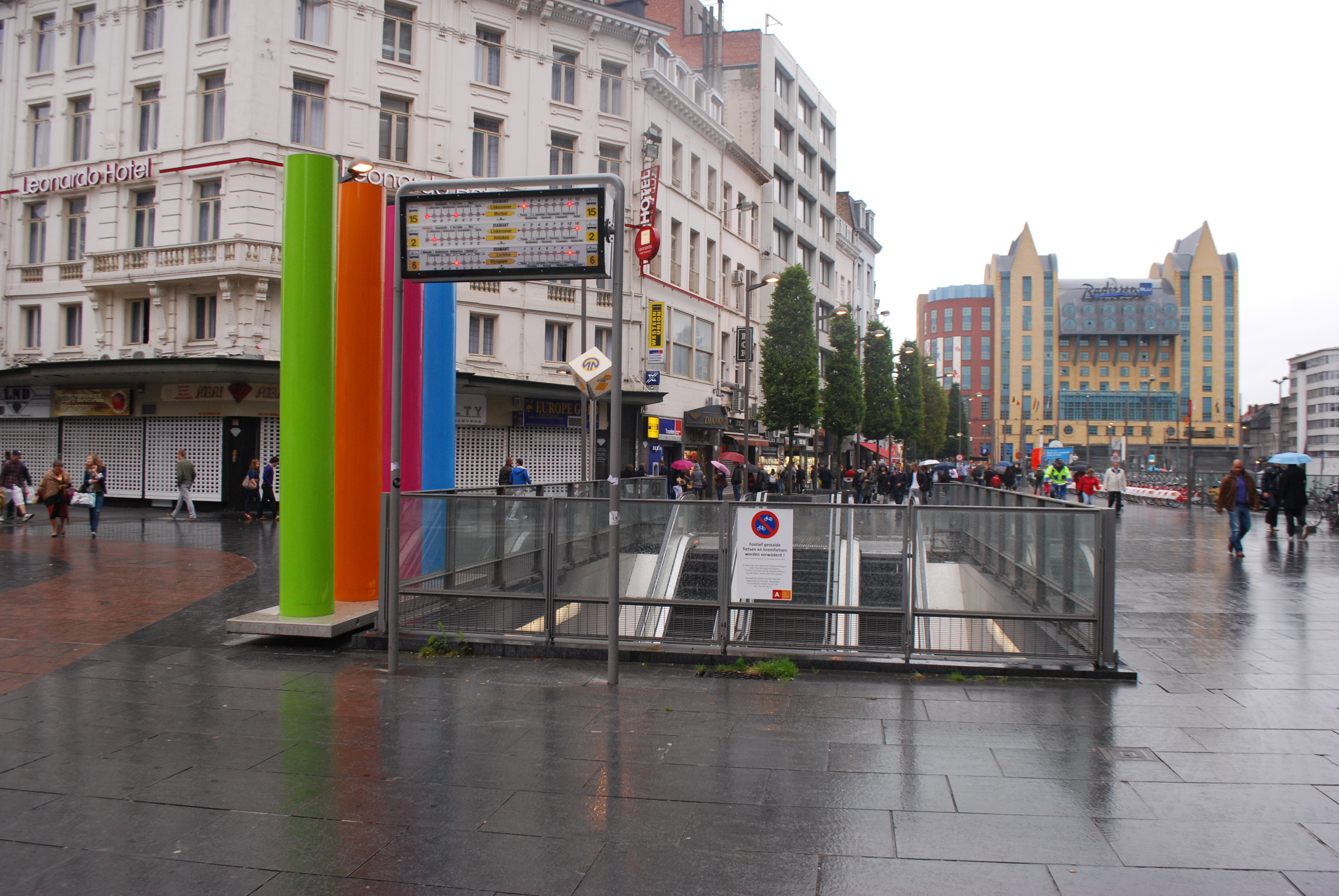
Vedere a unghiului dintre Bulevardul De Keyser și Piața Regina Astrid cu stația de premetrou Diamant.